# 김해 천곡리 이팝나무
김해 천곡리 이팝나무는 대한민국 경상남도 김해시 주촌면 천곡리에 있는 이팝나무이다. 대한민국의 천연기념물 제307호로 지정되어 있다.